# 卡普 (內華達州)
卡普（英語：Carp）是位於美國內華達州林肯縣的鬼鎮。

## 歷史
卡普的郵局於1925年設立，其後於1974年停運。

## 地理
卡普所處的海拔為高於海平面786米（即2579英呎），而該地所採用的時區為UTC-8，即太平洋时区（PST）。同時該地設有夏令時間，為UTC-8調快一小時，即UTC-7（PDT）。